# Callohesma karratha
Callohesma karratha är en biart som först beskrevs av Exley 1974.  Callohesma karratha ingår i släktet Callohesma och familjen korttungebin. Inga underarter finns listade.